# Bokmärke (digitalt)
Ett bokmärke i webbsammanhang är en länk till en viss webbsida som lagras i en form av ett länkbibliotek. Istället för att skriva in en viss webbadress varje gång den besöks, kan man lagra en snabblänk till sidan för lättare åtkomst, sådana länkar kallas bokmärken eller favoriter (i vissa webbläsare). Användaren kan ofta nå sina bokmärken från en meny i webbläsaren. Ikonen för bokmärke brukar föreställa ett traditionellt bokmärke, en bok med ett bokmärke, ett dokument med ett bokmärke eller en stjärna. Alla moderna webbläsare har bokmärkesfunktioner.